# Próg Woźnicki
Próg Woźnicki (341.23) – mezoregion fizycznogeograficzny w południowej Polsce, stanowiący zachodnie obrzeże Wyżyny Woźnicko-Wieluńskiej. Region ma kształt wąskiego i ekstremalnie wydłużonego pasma (około 130 km), ciągnącego się lekkim łukiem z północnego zachodu (od Byczyny) ku południowemu wschodowi (do Poręby). Graniczy on od zachodu z Równiną Opolską, a od wschodu z Obniżeniem Liswarty; na północy mezoregion styka się z Równiną Oleśnicką i Wysoczyzną Wieruszowską, a na południu z Garbem Tarnogórskim, Obniżeniem Górnej Warty i Progiem Herbskim. Region leży na pograniczu województw opolskiego i śląskiego i bierze swą nazwę od miasta Woźniki.
Próg Woźnicki o powierzchni około 969 km² jest pasem wzniesień wznoszącym się 40–60 m ponad sąsiednią Równinę Opolską, osiągając wysokości od 260 (w północno-zachodnich obniżeniach) do 380 m n.p.m. Podłoże regionu jest zbudowane z piaskowców, wapieni i zlepieńców kajprowych. Północną część regionu stanowi tzw. Garb Oleśnicki, pokryty osadami polodowcowymi, głównie piaskami i glinami czwartorzędu. W użytkowaniu mezoregionu przeważają lasy.
Próg Woźnicki (341.23) jest monoklinalnym pasem wzniesień zbudowanych głównie z piaskowców i zlepieńców górnego triasu. We wschodniej części mezoregionu tylko miejscami występują rędziny właściwe, a głównie są to gleby płowe (zerodowane) i gleby bielicowe zaklasyfikowane jako 2, 4, 5 i 6 kompleksy przydatności rolniczej gleb. W zachodniej części dominują 2, 4 i 5 kompleksy przydatności rolniczej na glebach płowych (typowych) i glebach rdzawych.
Głównymi ośrodkami miejskimi na obrzeżach regionu są Lubliniec, Olesno i Woźniki.
Próg Woźnicki rozpościera się na terenie gmin (od północy ku południu): Byczyna, Gorzów Śląski, Kluczbork, Lasowice Wielkie, Olesno, Zębowice, Dobrodzień, Ciasna, Pawonków, Kochanowice, Lubliniec, Koszęcin, Boronów, Woźniki, Koziegłowy, Myszków, Siewierz i Poręba.